# Lycanades purpurea
Lycanades purpurea är en fjärilsart som beskrevs av Augustus Radcliffe Grote 1874. Lycanades purpurea ingår i släktet Lycanades och familjen nattflyn. Inga underarter finns listade i Catalogue of Life.